# Menemerus bifurcus
Menemerus bifurcus là một loài nhện trong họ Salticidae.
Loài này thuộc chi Menemerus. Menemerus bifurcus được Wanda Wesołowska miêu tả năm 1999.